# Enrique Reoyo
Enrique Reoyo (Geburtsdatum und -ort unbekannt; † 1. Januar 1938 in San Lorenzo de El Escorial) war ein spanischer Dramatiker und Librettist.
Reoyo war als Librettist auf Zarzuelas spezialisiert. Das Libretto zu Reveriano Soutullos La Leyenda del Beso verfasste er gemeinsam mit Antonio Paso Díaz und José Silva Aramburu. Das Libretto zu Jacinto Guerreros Zarzuela El huésped del sevillano schrieb er gemeinsam mit Ignacio Luca de Tena. Beide Werke wurden mit großem Erfolg am Teatro Apolo (1924 bzw. 1926) uraufgeführt.